# تيبوغو مويراني
تيبوغو مويراني (بالإنجليزية: Tebogo Moerane)‏ (7 أبريل 1995 جنوب أفريقيا - ) هو لاعب كرة قدم جنوب أفريقي، شارك في كرة القدم في الألعاب الأولمبية الصيفية 2016.

## روابط خارجية
- تيبوغو مويراني على موقع قاعدة بيانات كرة القدم.إي يو (الإنجليزية)
- تيبوغو مويراني على موقع ناشيونال فوتبول تيمز (الإنجليزية)
- تيبوغو مويراني على موقع Soccerway.com (الإنجليزية)
- تيبوغو مويراني على موقع أوليمبيديا (الإنجليزية)